# الكسندر تومسون (سياسي)
الكسندر تومسون (بالإنجليزية: Alexander Thomson)‏ هو قاضي ومحامي وسياسي أمريكي، ولد في 12 يناير 1788 في مقاطعة فرانكلين في الولايات المتحدة، وتوفي في 2 أغسطس 1848. حزبياً، نشط في الحزب الديمقراطي. وقد انتخب عضو مجلس نواب بنسيلفانيا وانتخب عضو مجلس النواب الأمريكي.